# The Dudesons
The Dudesons (Originaltitel Extreme Duudsonit) ist der Titel einer finnischen Reality-Fernsehserie. Sie wurde in Finnland im Januar 2001 erstmals ausgestrahlt und handelt von vier Freunden, die aus der finnischen Stadt Seinäjoki stammen. Die Serie bietet eine Kombination der Darbietung, die sich aus Stunts, Comedy und Realität zusammensetzt.

## Anfänge, Entstehung, Erfolg
Die vier Freunde

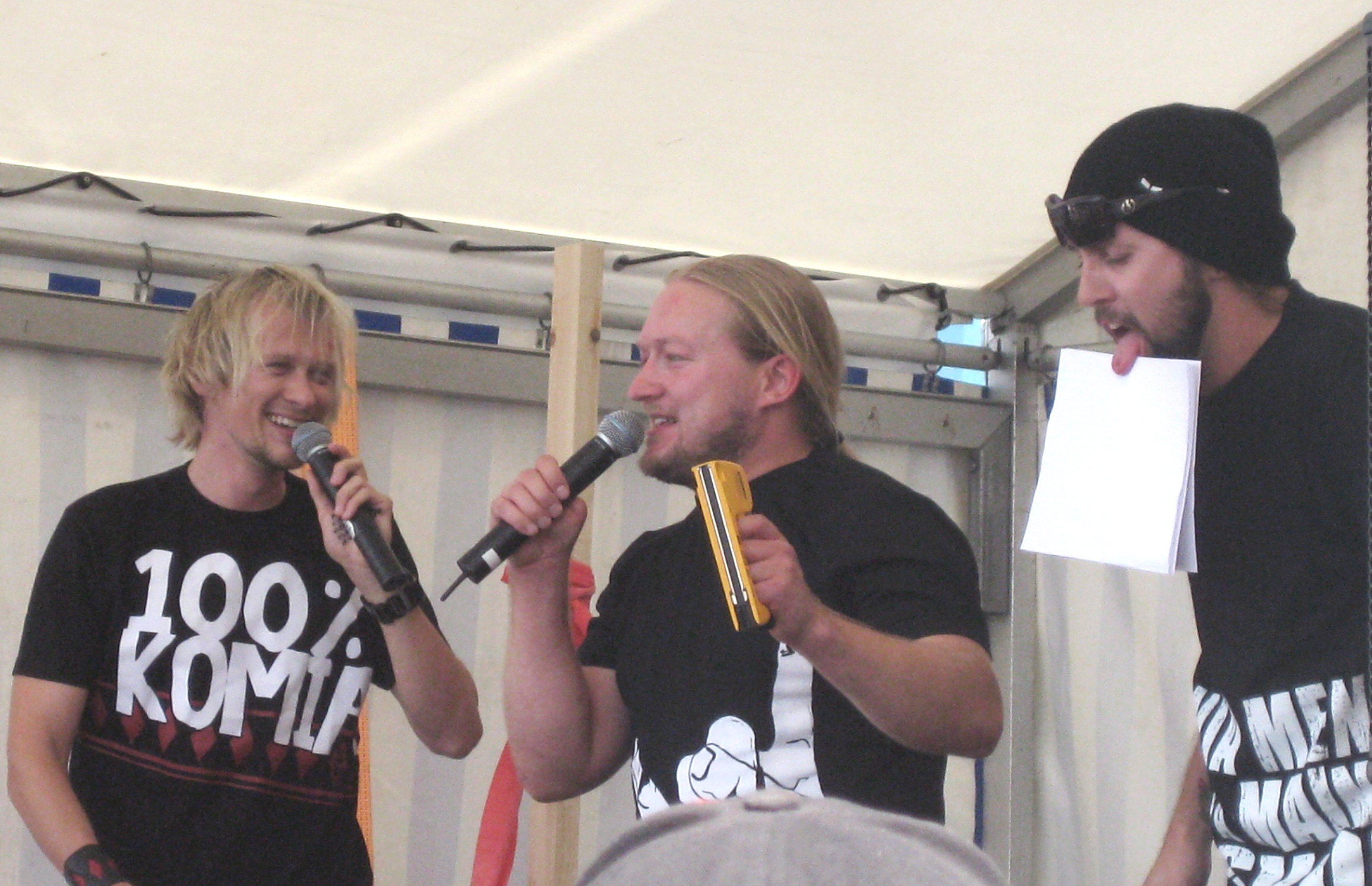
Die Dudesons bei einer Live Show in Helsinki, 2010.

- Jarno „Jarppi“ Leppälä (geboren am 11. August 1979),
- Jarno Laasala (geboren am 19. September 1979),
- Jukka Hildén (geboren am 3. August 1980) und
- Hannu-Pekka „HP“ Parviainen (geboren am 18. August 1981)

begannen in den 90er Jahren Teile ihres Lebens zu filmen: Partys, Sportaktivitäten, lustige Streiche und Stunts und daraus Filme zu erstellen. Da sich die vier bereits in sehr jungen Jahren für Snowboarden, Skateboarden und Downhill-Mountainbiken interessiert hatten, flossen natürlich auch diese Aktivitäten in ihre Filme ein.
Im Januar 2000 begann Laasala, als Autor bei einem kleinen Fernsehsender zu arbeiten. Dies nahm er zum Anlass ein eigenes Format zu entwerfen. Gemeinsam mit seinen drei Freunden begann er in Seinäjoki und Helsinki kleine Filme zu drehen. Im August 2000 vollendet, kamen The Dudesons als erste Staffel mit dem Übertitel Maailmankiertue (Welttour)im Januar 2001 ins Fernsehen und wechselten bereits im August desselben Jahres zu einem größeren Sender. Die zweite Staffel mit dem Titel Extreme Duudsonit, Maailmaniertue 2 folgte 2002, der in den folgenden zwei Jahren die Staffeln drei (Maailmankiertue 3) und vier ((Duudsoni Elämää) folgten. Bereits die ersten im Programm von MoonTV ausgestrahlten Folgen gehörten zu den beliebtesten Sendungen des Senders. Die zweite im Jahr 2002 ausgestrahlte Staffel wurde im selben Jahr von der Lesern des in Finnland beliebten Jugendmagazins Suosikki zum Medienereignis des Jahres gewählt.
Wiederkehrende Elemente innerhalb der einzelnen Folgen beinhalten „die menschliche Dartscheibe“, „Mr. Hitler Streiche spielen“ und jede Menge Stunts, bei der die Dudesons ihre eigene Sicherheit missachten.

## Folgen
| 1 | 04.01.2008 | Introducing the Dudesons     | Die Dudesons stellen sich vor |
| 1 | Das Quartett führt neue, teils todesmutige Stunts aus, was zu Knochenbrüchen und Krankenhausaufenthalten führt. |                              |                               |
| 2 | 11.01.2008 | Mayham on the Dudesons Ranch | Chaos auf der Dudesons Ranch  |
| 2 | Die Dudesons probieren neue Auto-Stunts aus. Sie schließen sich Bam Margera im Human Dart Board Challenge an und führen mit einem Baseballschläger aus Metall einen Weckruf aus.                                                   |                              |                               |
| 3 | 18.01.2008 | Destroying a Supermarket     | Zerstörung im Supermarkt      |
| 3 | Die Dudeson nehmen den Sommer über einen Job in einem Lebensmittelgeschäft an, aber am Ende zerstören sie den Markt. |                              |                               |
| 4 | 25.01.2008 | Freezing to Death            | Einfrieren zu Tode            |
| 4 | Am Polarkreis herrscht Winter und die Temperaturen sind eisig. Die Dudesons frieren und begeben sich nach Mexiko, wo sie zusammen mit ihrem Kumpel Bam Margera wieder einmal Chaos verursachen.                                    |                              |                               |
| 5 | 01.02.2008 | Neighbor Wars                | Nachbarschaftskriege          |
| 5 | Die Dudesons führen einen Kleinkrieg gegen ihren Nachbarn, Herrn Hitler. Dann taucht auch noch Steve-O auf. |                              |                               |
| 6 | 08.02.2008 | Fire in the House            | Feuer im Haus                 |
| 6 | Die Dudesons gehen auf eine Live-Tour, ruinieren ein Rock-Festival und setzen versehentlich ihr Haus in Brand. |                              |                               |
| 7 | 15.02.2008 | Friendship Hurts             | Freundschaft tut weh          |
| 7 | Die Dudesons treffen in Las Vegas mit Bam Margera für die Fernsehsendung Viva La Bam zusammen, treffen sich am Rande mit ein paar Jungs und geben Live-Shows vor Tausenden. Jukka und Jarno kühlen sich mit einigen Pornostars ab. |                              |                               |

| 1 (8)  | 02.05.2008 | The Prank Wars             | Kriegsstreiche                 |
| 1 (8)  | Jarno spielt Jarppi einen klassischen Streich und verursacht dadurch eine Art Krieg, da die anderen nun mit groß angelegten Streichen kontern. Wieder vereint veranstalten sie dann eine große Einweihungsfeier für ihre neue Ranch. |                            |                                |
| 2 (9)  | 09.05.2008 | The Dudesons Road Trip     | Dudesons Autoreise             |
| 2 (9)  | Die Dudesons haben sich einen neuen Van gekauft und nehmen dies zum Anlass, einen Autoausflug zu machen, wobei sie viel Spaß haben, aber auch wieder ihrem Ruf gerecht werden, dass da, wo sie auftauchen, Chaos entsteht.           |                            |                                |
| 3 (10) | 16.05.2008 | Super Heroes               | Superhelden                    |
| 3 (10) | Die Dudesons werden nach intensivem Training zu Superhelden und auf die ahnungslose Öffentlichkeit losgelassen, um die Welt zu retten.                                                                                               |                            |                                |
| 4 (11) | 23.05.2008 | Britney’s Birthday         | Britneys Geburtstag            |
| 4 (11) | Britney fühlt sich nicht wohl, sodass ihn die Dudesons vorsorglich zum Tierarzt bringen, damit er bei seiner bevorstehenden Geburtstagsfeier auf jeden Fall fit ist.                                                                 |                            |                                |
| 5 (12) | 30.05.2008 | Cops & Robbers             | Polizisten und Räuber          |
| 5 (12) | Die Dudesons starten einen Wettbewerb, um herauszufinden wer sich auf die erfinderischste und einfallsreichste Art verhaften lässt. Dem Gewinner winkt eine Fahrt mit einem Panzer.                                                  |                            |                                |
| 6 (13) | 06.06.2008 | The Dudesons Olympics      | Die Olympiade der Dudesons     |
| 6 (13) | Die Dudesons veranstalten ihre ganz eigene spezielle Olympiade. Jarno und Jukka treten in fünf verrückten und originellen Spielen gegen HP und Jarppi an. Die Verlierer müssen die Schuhsohlen der Gewinner sauber lecken.           |                            |                                |
| 7 (14) | 13.06.2008 | The Desperate Househunters | Die verzweifelten „Haus-Jäger“ |
| 7 (14) | Nach sechs Monaten kommen die Dudesons wieder auf ihrer zerstörten Ranch zusammen und erst jetzt dämmert es ihnen, dass sie einen neuen Ort zum Leben brauchen.                                                                      |                            |                                |

| 1 (15) | 09.01.2009 | Astronauts                       | Astronauten                             |
| 1 (15) | Jarppi sprengt ein Gebäude, in dem er sich selbst noch befindet. Zudem basteln die Dudesons aus einem alten Auto eine Art Raumfähre, mit der sie den Weltraum erkunden wollen. |                                  |                                         |
| 2 (16) | 16.01.2009 | Follow the Leader                | Folgen Sie dem Anführer                 |
| 2 (16) | Die Dudesons spielen, dem Führer folgen und marschieren in einer Drei-Mann-Formation als Homosexuelle durch die Stadt. |                                  |                                         |
| 3 (17) | 23.01.2009 | Dream Jobs                       | Traumjobs                               |
| 3 (17) | Die Dudesons leben ihre Kindheitsträume aus. HP wird Feuerwehrmann, Jarno Polizist, Jukka Rettungsschwimmer und Jarppi Bauarbeiter. |                                  |                                         |
| 4 (18) | 30.01.2009 | Dudesons World War               | Dudesons Weltkrieg                      |
| 4 (18) | Jeder Dudesons bildet ein Land und übernimmt einen Teil der Ranch. Jukkas Land sind die Vereinigten Staaten von Jukka, Jarppis Land ist Jarppis Königreich, Jarno nennt eine Republik sein eigen und für HP bleibt das Entwicklungsland. Allianzen werden gebildet und in die Länder anderer eingedrungen. Dudesons totaler Weltkrieg ist ausgebrochen. |                                  |                                         |
| 5 (19) | 06.02.2009 | Motor Heauf                      | Motorkrone                              |
| 5 (19) | Die Dudesons kreieren das ultimative Crashauto, das sie mit Waffen, einem Verteidigungssystem und künstlicher Intelligenz ausstatten – das Dudesons Mobile. |                                  |                                         |
| 6 (20) | 13.02.2009 | Winter Olympics with Bam Margera | Olympische Winterspiele mit Bam Margera |
| 6 (20) | Während der Dreharbeiten zu der Filmkomödie Where the Fuck is Santa? kämpfen Bam und die Dudesons um olympisches Gold. Die Teams werden gebildet von Bam und Jukka, die gegen Novak und Jarppi antreten. |                                  |                                         |
| 7 (21) | 20.02.2009 | Return of Jarppi’s Thumb         | Die Rückkehr von Jarppis Daumen         |
| 7 (21) | Jarppi und die restlichen Dudesons reisen nach Helsinki, um Jarppis Daumen zu holen. Dort veranstalten sie eine Begräbnisfeier für den 10-jährigen Daumen. |                                  |                                         |
| 8 (22) | 27.02.2009 | Dudesons Top 10                  | Dudesons Top 10                         |
| 8 (22) | Die Dudesons veranstalten ein Fest, um die Top 10 der Saison zu feiern. |                                  |                                         |

| 1 (23) | 15.01.2010 | Follow the leader: Winter edition | Folgen Sie dem Führer: Winterausgabe |
| 1 (23) | Die Dudesons folgen wieder einmal dem (An)Führer. Diesmal sind sie im verschneiten Ylläs in Lappland unterwegs.   |                                   |                                      |
| 2 (24) | 22.01.2010 | Santa’s Little Helpers            | Santas kleine Helfer                 |
| 2 (24) | Die Dudesons wollen wissen, wie es ist, der Weihnachtsmann und dessen Assistenten zu sein.                        |                                   |                                      |
| 3 (25) | 29.01.2010 | Dirty Bets in Australia           | Schmutzige Wetten in Australien      |
| 3 (25) | In Australien treffen sich die Dudesons mit den Mitgliedern von Dirty Sanchez.                                    |                                   |                                      |
| 4 (26) | 05.02.2010 | Dudesons’ Battle Robot            | Dudesons Kampfroboter                |
| 4 (26) | Die Dudesons bauen einen Roboter und kämpfen dann gegen ihn.                                                      |                                   |                                      |
| 5 (27) | 12.02.2010 | Dudesons’ Do America              | Die Dudesons touren durch Amerika    |
| 5 (27) | Eine Werbetour der Dudesons quer durch Amerika führt sie mit Mitgliedern von Nitro Circus zusammen.               |                                   |                                      |
| 6 (28) | 19.02.2010 | Back To Basics                    | Zurück zum Wesentlichen              |
| 6 (28) | Die Dudesons bauen ihre Sauna wieder auf.                                                                         |                                   |                                      |
| 7 (29) | 26.02.2010 | How Did The Dudesons Start        | Wie haben die Dudesons angefangen?   |
| 7 (29) | Die Dudesons erzählen wie alles einst begann, und wie ihr Erfolg immer größer und sie immer beliebter wurden.     |                                   |                                      |
| 8 (30) | 05.03.2010 | Dudesons Top 10                   | Dudesons Top 10                      |
| 8 (30) | Die Dudesons sprechen über die Top 10 ihrer vierten Staffel und HP wird von einer riesigen Abrissbirne getroffen. |                                   |                                      |

## Internationale Veröffentlichung
Im Jahr 2003 entschieden sich die Dudesons ihre Filme auch für die internationale Vermarktung zu erstellen, sodass nicht mehr nur in Finnisch, sondern auch in Englisch gedreht wurde. Ab 2003 wurde die Serie zudem auch in andere Sprachen übersetzt. Die englischsprachige Fassung hatte ihr Debüt im Februar 2006 beim Sender Australian Channel. Im September 2007 wurden The Dudesons bereits in 22 verschiedenen Ländern gezeigt. 2008 ist die zweite Staffel weltweit angelaufen; 2010 liefen Folgen der Serie bereits in 150 Ländern. The Dudesons ist die am weitesten verbreitete finnische Serie aller Zeiten.
The Dudesons hatten 2010 einen Gastauftritt in Jackass 3D an der Seite von Johnny Knoxville.

## Ableger

### The Dudesons in America
Nachdem die dritte und vierte Staffel beim finnischen TV-Sender Sub ausgestrahlt worden war, kamen The Dudesons während der Dreharbeiten insbesondere zur vierten Staffel in Kontakt mit Jackass-Produzent und Crewmitglied Johnny Knoxville. Nachdem dieser das Potential der Dudesons erkannt hatte, verpflichtete er sie für eine neue Show, The Dudesons in America. Produziert wird diese Serie zum Teil von dem finnischen Produzenten Rabbit Films und zum Teil von MTV und Dickhouse. Knoxville, der sich geehrt fühlte, eine Show mit den Dudesons zu machen, meinte, dass sie Eier hätten, wo man das Gehirn vermute.

### Folgen
| 1 (31)  | 06.05.2010 | Follow the leader     | Folgen Sie dem Anführer  |
| 1 (31)  | Die Dudesons spielen wieder in Kalifornien. |                       |                          |
| 2 (32)  | 13.05.2010 | Cowboys & (F)Indians  | Cowboy & (F)Indianer     |
| 2 (32)  | Die Dudesons wollen wissen, ob sie in der Lage sind es den Ureinwohnern Amerikas nachzutun und schmerzhafte Riten auf sich zu nehmen und auszuhalten. Ein indianischer Mentor namens Saginaw findet sich, der sich bereit erklärt, sie durch sieben dieser schmerzhaften Übungen zu führen. (MTW nahm diese Folge aus dem Vertrieb, da es massive Proteste der Indianer wegen rassistischer Stereotypisierung gab.) |                       |                          |
| 3 (33)  | 20.05.2010 | Spaced                | Positionieren            |
| 3 (33)  | Die Dudesons beschließen, ihre eigene Rakete zu bauen und sie dort zu starten, wo vorher noch kein Mensch war – auf dem Uranus. |                       |                          |
| 4 (34)  | 16.07.2010 | Abusementpark         | Vergnügungspark          |
| 4 (34)  | Die Dudesons veranstalten ihre extremen Possenspiele in einem Vergnüngspark. (Gaststar: Andy Bell von Nitro Circus) |                       |                          |
| 5 (35)  | 23.07.2010 | American Frontiersmen | Amerikanische Pioniere   |
| 5 (35)  | Die Dudesons versuchen einen harten Winter in den Rocky Mountains zu überleben, um mehr über amerikanische Pioniere zu erfahren. (Gaststar: Erik Roner von Nitro Circus) |                       |                          |
| 6 (36)  | 30.07.2010 | Armed Forces          | Bewaffnete Streitkräfte  |
| 6 (36)  | Die Dudesons gründen ihre eigene Armee, um Kanada angemessen bekämpfen zu können, falls das Land jemals die Vereinigten Staaten angreifen sollte. |                       |                          |
| 7 (36a) | 06.08.2010 | Alien Invasion        | Alien-Invasion           |
| 7 (36a) | Die Dudesons beschäftigen sich mit der Frage: Was ist zu tun bei einer Alien-Invasion?, um eine bevorstehende Invasion aus dem Weltraum abzuwehren. |                       |                          |
| 7 (37)  | 13.08.2010 | Wintergames           | Winterspiele             |
| 7 (37)  | Die Dudesons begeben sich in die Berge und kämpfen um den Titel „König des Berges“. (Gaststar: Bam Margera und Ryan Dunn von der Jackass-Crew.) |                       |                          |
| 7 (38)  | 20.08.2010 | Action Heroes         | Actionhelden             |
| 7 (38)  | Die Dudesons lieben Hollywood-Actionfilme so sehr, dass sie beschließen, einige der größten Stunts der Hollywood-Filme nachzuspielen. (Gaststar: Filmproduzent Lawrence Gordon) |                       |                          |
| 7 (38a) | 27.08.2010 | American Jock         | Amerikanischer Schotte   |
| 7 (38a) | Amerika ist ein Land, das sportliche Leistungen liebt, um zu verstehen, worum es geht, vertiefen sich die Dudesons in alle mögliche Sportarten. |                       |                          |
| 7 (38b) | 04.09.2010 | Dudes Mobile          | Dudes Auto               |
| 7 (38b) | Die Dudesons lieben ihre Autos genauso wie dies auch die Amerikaner tun. Sie beschließen selbst eins zu bauen und in einem Rennen gegen ihren neuen amerikanischen Freunde anzutreten. |                       |                          |
| 7 (38c) | 04.09.2010 | American History      | Amerikanische Geschichte |
| 7 (38c) | Mit Hilfe ihres Geschichtslehrers lernen die Dudesons etwas über die wichtigsten historischen Ereignisse in Amerika. |                       |                          |

| 1 (39) | 01.07.2016 | Undercover Dudesons              |  |  |  |  |
| 1 (39) |            |                                  |  |  |  |  |
| 2 (40) | 08.07.2016 | Dudesons in Africa               |  |  |  |  |
| 2 (40) |            |                                  |  |  |  |  |
| 3 (41) | 16.05.2015 | Follow the Leader Mobile Edition |  |  |  |  |
| 3 (41) |            |                                  |  |  |  |  |
| 4 (42) | 23.04.2015 | Gumball-Rallye in America        |  |  |  |  |
| 4 (42) |            |                                  |  |  |  |  |
| 5 (43) | 30.04.2015 | Dudesons vs. Professionals       |  |  |  |  |
| 5 (43) |            |                                  |  |  |  |  |
| 5 (44) | 07.05.2015 | Dudesons Exposed                 |  |  |  |  |
| 5 (44) |            |                                  |  |  |  |  |
| 5 (45) | 14.05.2015 | Dudesons Home Invasion           |  |  |  |  |
| 5 (45) |            |                                  |  |  |  |  |
| 5 (46) | 21.05.2015 | Kill Your Darlings               |  |  |  |  |
| 5 (46) |            |                                  |  |  |  |  |

### The Dudesons – Der Film
Der Dudesons-Film erschien 2005 in Finnland und wurde in zahlreichen Ländern auf DVD vertrieben. In den USA hatte er im Juli 2006 Kinopremiere. Trotz gemischter Kritiken erhielt er mit 47 % der Stimmen den Jussi, den nationalen Filmpreis Finnlands, einen der ältesten Filmpreise in Europa. Der Film erhielt bei Rotten Tomatoes vom Publikum zu 75 % ein positives Echo.

### Live-Show, Gumball 3000
Ebenfalls erfolgreich sind die vier mit ihren Live-Auftritten, bei denen sie live Stunts ausführen. 2002 tourten sie damit durch Finnland.
Mit einer von ihnen 2013 gedrehten dreiteiligen Serie nahmen die Dudesons an der Gumball 3000 teil. Die Show wurde auf dem Sender Extreme Sports Channel ausgestrahlt und begleitete die Finnen auf ihrer Reise mit einem blauen Cadillac SUV, die sie durch sieben Länder von London nach Istanbul führte, wobei die Reise ausgehend von Kopenhagen über Paris, Barcelona, Monaco, Venedig, Belgrad nach Istanbul führte. Auf den letzten hundert Kilometern sorgte ein Rennhelm von Kimi Räikkönen, den Jukka trug, fast für einen Stau. Im Gepäck hatten die Dudesons ihr Glücksrad, das Teil ihrer immer wieder ausgeführten Streiche war. Die Finnen wurden mit dem Spirit of Gumball ausgezeichnet.

### Pläne für 2018
Im November 2017 gab Rabbit Films bekannt, dass das Originalformat von Rabbit Films an Youtube Red verkauft worden sei, womit diese Abenteuer-Reality-Serie auf dem US-Markt eingeführt werde. Eine ultimative Expedition führe acht Prominente und den Moderator Jukka Hildén ohne Bergsteigererfahrung auf den 20.000 Fuß hohen Berg Tocllaraju in Peru. Rabbit Films produziere die zehn Folgen für YouTube. Ausgestrahlt werden sollen die Folgen 2018 exklusiv auf YouTube Red.

## Rabbit Films
Die Serie The Dudesons wird von der von Jarno Laasala 2000 gegründeten Filmgesellschaft Rabbit Films produziert, die sich in Händen und unter der Leitung der vier Hauptdarsteller befindet. Die Partnergesellschaft Rabbit Films Merchandise vertreibt die Dudesons-Fanartikel. Das Unternehmen war ursprünglich für die Produktion und den Vertrieb der Dudeson-Fernsehshows sowie alle mit den Dudesons zusammenhängenden Aktivitäten zuständig. Es ist inzwischen eines der führenden unabhängigen Produktionsunternehmen in Finnland. Rabbit Films hat Niederlassungen in Helsinki und Hollywood.
Jarno Laasala ist Autor, Leiter, Regisseur und Kameramann.

## Auszeichnungen (Auswahl)
- 2009: Verleihung des Kulturpreises des YleX-Kanals an Jarno Laasala und Jukka Hildén
- 2011: Auszeichnung mit dem The California On Location Award[11]
- 2011: Auszeichnung mit dem Preis The Golden Venla in der Kategorie „Beste finnische TV-Show“ und Nominierung für Jarppi Leppälä in der Kategorie „Bester Fernsehkünstler“
- 2011: Auszeichnung mit dem Spirit of Gumball
- 2011: Helsinkis Unternehmer wählten Rabbit Films zur Firma des Jahres
- 2012: Auszeichnung mit dem Bullrun Celebrity Prize, der Spirit of Bullrun Trophäe
- 2012: Auszeichnung mit dem Formaatti-Finlandia Fernsehpreis
- 2013: Auszeichnung mit dem Goldenen Venla in der Kategorie „Bestes TV-Programm“